# Acsád
Acsád es un pueblo ubicado en el distrito de Szombathely, condado de Vas, Hungría.

## Superficie
Posee una superficie de 14,34 kilómetros cuadrados.

## Demografía
Hasta 2022 la población era de 628 habitantes, con una densidad de población de 43,79 habitantes por kilómetro cuadrado.